# Hubert Jedin
Hubert Jedin (Großbriesen, 17 giugno 1900 – Bonn, 16 luglio 1980) è stato uno storico e presbitero tedesco.

## Biografia
Concentrò la maggior parte dei suoi studi sulla storia dei concili ecumenici, e specialmente del Tridentino. La sua opera più famosa è la Storia della Chiesa in 10 volumi (organizzati in 12 tomi) del 1975, di cui fu coautore e coordinatore, avvalendosi di alcuni validissimi collaboratori, nonché la monumentale opera sul Concilio di Trento, in cui Jedin pubblicò i primi volumi già a partire dagli anni '50 in poi e, in seguito, tradotti e pubblicati in Italia tra il 1964 e il 1982.
Con l'opera Riforma cattolica o controriforma? è tra i primi a considerare nel mondo cattolico, accanto agli aspetti di reazione e repressione alla riforma luterana propri della Controriforma, aspetti di novità propri della Riforma cattolica. La Controriforma, quindi, assume i caratteri di Riforma cattolica per gli aspetti propositivi, tra cui le istanze di rinnovamento, concretizzatesi, fra l'altro, nella nascita di nuovi ordini religiosi, come quello dei gesuiti, e il disciplinamento della società, movendo da quella ecclesiastica e passando per varie istituzioni, fino ai ceti più bassi.
Morì nel 1980; postuma uscì la sua autobiografia (Storia della mia vita), sette anni dopo.

## Opere
- Breve storia dei Concili. I ventuno Concili ecumenici nel quadro della storia della Chiesa. 10' ed., Brescia, Morcelliana, 2006.
- Der Quellenapparat der Konzilsgeschichte Pallavicinos. Pontificia Università Gregoriana, 1940.
- Riforma cattolica o controriforma? tentativo di chiarimento dei concetti con riflessioni sul Concilio di Trento, Brescia, Morcelliana, 1957.
- La conclusione del Concilio di Trento (1562-1563). Studium, 1964.
- Chiesa della fede, Chiesa della storia, Brescia, Morcelliana, 1972.
- Storia del Concilio di Trento / La lotta per il Concilio, vol. 1.  Brescia, Morcelliana, 1973.
- Storia del Concilio di Trento / Il primo periodo (1545-1547), vol. 2.  Brescia, Morcelliana, 1974.
- Introduzione alla storia della Chiesa, Brescia, Morcelliana, 1974.
- Storia della Chiesa, 10 volumi, Milano, Jaca Book, 1975.
- Storia del Concilio di Trento / Il periodo bolognese (1547-48). Il secondo periodo trentino (1551-52), vol. 3.  Brescia, Morcelliana, 1982.
- Storia del Concilio di Trento / La Francia e il nuovo inizio a Trento sino alla morte dei legati Gonzaga e Seripando, vol. 4.1.  Brescia, Morcelliana, 1980.
- Breve storia dei concili.  Brescia, Morcelliana, 1983.
- Breve storia dei Concili. I ventuno Concili ecumenici nel quadro della storia della Chiesa.  Brescia, Morcelliana, 1996.
- Storia del Concilio di Trento / Superamento della crisi per opera di Marone, chiusura e conferma vol. 4.2.  Brescia, Morcelliana, 1981.
- Il matrimonio. Una ricerca storica e teologica. Reinhardt Klaus e Morcelliana, 1981.
- Storia della mia vita, Brescia, Morcelliana, 1987.